# Exochomus melanocephalus
Exochomus melanocephalus — вид жесткокрылых из семейства божьих коровок. Взрослый жук длиной от 2,3 до 3 мм. Надкрылья чёрные с синим отливом. Переднеспинка и бока надкрылий в очень мелких, но ясных волосках. Край надкрылий с очень тонким окаймлением